# الصارمية
الصارمية قرية تتبع منطقة مصياف في غرب محافظة حماة في سورية.